# Румунофобија
Румунофобија или антирумунизам (рум. românofobie, antiromânism) представља осећања повезана са мржњом и непријатељством према Румунији, Румунима и румунској култури. Оваква осећања се јављају у срединама са релативно великим бројем Румуна.
Антирумунизам такође може бити:
- облик културно-политичке борбе против Румуније и румунског народа
- различити облици дискриминације према Румунима у етничко-лингвистичком смислу или
- облик ксенофобије који се манифестује у државама где живи румунско становништво, а да то није Румунија.

## Уопште о румунофобији и антурумунизму
Дискриминација и анти-румунска осећања се углавном јављају у земљама које су освајале подручја која су насељена Румунима, Румунија је била окупатор или Румуни чине знатан проценат у становништву одређене области. Антирумунизам се често представља као емоционална или интелектуална реакције против Румуна или Румуније и претежно се заснива на стереотипима и веровањима. Антирумунизам у свакодневници може имати неколико облика:
- вербална или литерарна дискриминација са честом употребом пежоратива или негативном генерализацијом Румуна ("Сви су Румуни...");
- мере којима се врши дискриминација Румуна којима се ускраћују одређена права, мећу њима припада и недозвољавање образовања на румунском, апсолутна забрана употреба румунског језика и забрана одржавања и организовања културних манифестација;
- институционална персекуција као што је негирање лингвистичког идентитета и
- физичко малтретирање, убијање, депортовање или изгладњивање.

## Румунофобија у Србији
У Србији, Румуни насељавају Банат (око 30000) и Тимочку Крајину (око 700 000). Банатски Румуни су због билатералних договора сматрани као и српска мањина у Румунији, док су Тимочки Румуни изложени све већој "србизацији", те су се у подацима пописа становништва се појављивали као "Срби романског језика" или "Власи" и нису имали никаква права што се тиче културе и образовања на матерњем језику. Од 2007. ствари почињу да се нормализују и стварају се иницијативе да се омогући образовање на румунском језику.
Често се анти-румунска осећања исказују и вандализмом. На вратима РТВ "Викторија" је исписано "Напоље Румуни! Србија!!!" Поред Вршца, 2004. године је и у Неготину на вратима и прозорима Румунског културног савеза су српски про-фашистички ултра-националисти исписали "Напоље из Србије"

## Слике у којима се исказује антирумунизам
- Школска карта из времена СФРЈ из "Школског историјског атласа, ЗИУ СР Србије" из 1970. у којој се приказују да су Румуни насељавали само данашњу Трансилванију
- Пољска карта на којој је је Кнежевина Молдавија представљена као дио Пољске (у стварности, Молдавија је била само вазал Пољске од 1387. до 1455)